# Preutești
Preutești è un comune della Romania di 6 719 abitanti, ubicato nel distretto di Suceava, nella regione storica della Moldavia. 
Il comune è formato dall'unione di 6 villaggi: Arghira, Basarabi, Bahna Arin, Huși, Leucușești, Preutești.
Nel 2004 si è staccato da Preutești il villaggio di Hârtop, andato a formare un comune autonomo.